# František Pelcner
František Pelcner (Praga, 4 settembre 1909 – 15 marzo 1985) è stato un calciatore cecoslovacco, di ruolo attaccante.

## Carriera

### Club
Durante la sua carriera veste le divise di Liben, Cechie Karlin Praga e Sparta, vincendo una Coppa dell'Europa Centrale (1935) e un campionato cecoslovacco (1936) con la casacca granata. In seguito torna al Liben.

### Nazionale
Esordisce con la Cecoslovacchia il 14 giugno 1931, giocando contro la Polonia e realizzando due reti nello 0-4 conclusivo.

## Palmarès

### Club

#### Competizioni nazionali
- Campionato cecoslovacco: 1

Sparta: 1935-1936

#### Competizioni internazionali
- Coppa dell'Europa Centrale: 1

Sparta: 1935